# Sissa (Italien)
Sissa (emilianisch: Sèsa) ist eine Fraktion der italienischen Gemeinde (comune) Sissa Trecasali in der Provinz Parma, Region Emilia-Romagna.

## Geographie
Sissa liegt etwa 14 Kilometer nordnordwestlich von Parma am Zusammenfluss des Taro mit dem Po auf einer Höhe von 32 m s.l.m. auf der orographisch rechten Seite des Taro.

## Geschichte
1195 übertrug Heinrich VI. der Kirche von Parma die Rechtsprechung über die Gemeinden Sissa, Palasone und Coltaro, heute allesamt Ortsteile der Gemeinde Sissa. Bis 2013 war der Ort eine eigenständige Gemeinde. Am 1. Januar 2014 fusionierte Sissa mit Trecasali zur neuen Gemeinde Sissa Trecasali. Die Gemeinde Sissa hatte am 31. Dezember 2013 4201 Einwohner auf einer Fläche von 42,9 km². Zu ihr gehörten die Fraktionen Borghetta, Borgonovo, Casalfoschino, Coltaro, Gramignazzo, Palasone, San Nazzaro und Torricella. Nachbargemeinden waren Colorno, Gussola (CR), Martignana di Po (CR), Roccabianca, San Secondo Parmense und Torricella del Pizzo.